# Coyotillos (estado de México)
Collotiyos es una población del municipio de Apaxco, uno de los 125 municipios del Estado de México en México. Es una comunidad rural y según el censo del 2010 tiene una población total de 3084 habitantes.